# Tannhäuser (poeta)

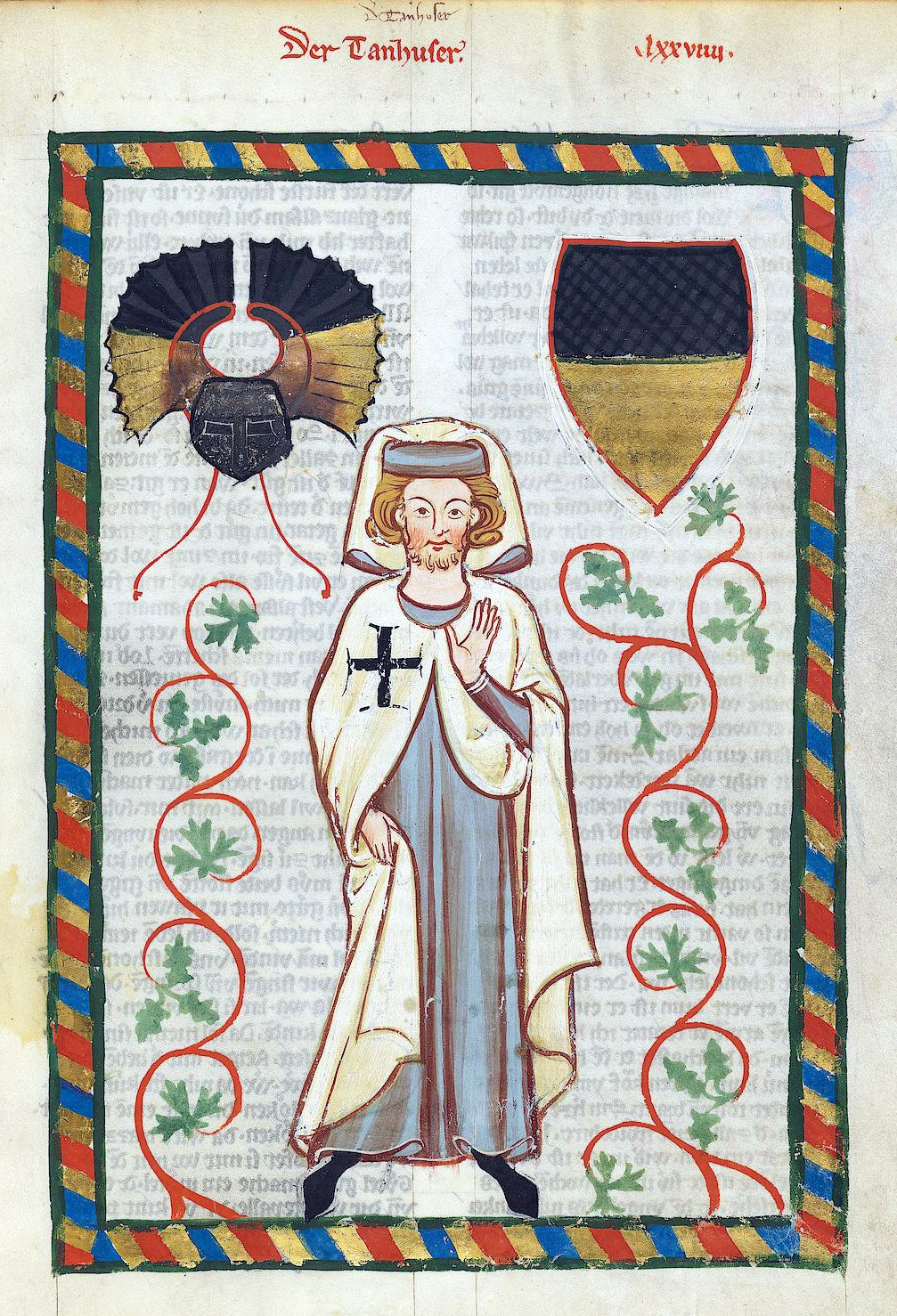
Tannhäuser Codex Manesse, ok. 1300

Tannhäuser (zm. ok. 1265) – średniowieczny niemiecki poeta zaliczany do minnesingerów. Od XV w. identyfikowany w balladach ludowych z bohaterem legendy o miłości Wenery i rycerza. Współcześnie znany przede wszystkim z opery Richarda Wagnera – Tannhäuser.
W dziele Codex Manesse z ok. 1300 roku zachował się jego wizerunek w płaszczu zakonu krzyżackiego.